# Estella
Estella in castigliano e Lizarra in basco, è un comune spagnolo di 14 049 abitanti situato nella comunità autonoma della Navarra.
Situata a 421 metri di altitudine, la cittadina si trova lungo il fiume Ega, fra le propaggini dei Monti Cantabrici e dei Pirenei occidentali che la cingono e la proteggono dai venti.

## Storia
Il suo nome, secondo la tradizione, deriva dalla visione che alcuni pastori ebbero di una pioggia di stelle cadenti che li stupì e li indusse a portarsi in un luogo dove trovarono una statua della Madonna del Puy. Era il 1085 e il borgo aveva allora il nome latino di Gebalda che i Romani avevano dato ad un loro insediamento. Il nome Estella, molto probabilmente le venne dato dai pellegrini che transitavano di qui verso il santuario di Santiago di Compostela, fu accettato nella lingua castigliana per la sua somiglianza con "estrella", cioè stella, che ricorda il miracolo delle stelle. In basco invece il nome è Lizarra, che indicava un villaggio vicino conquistato da Sancho I Garcés di Navarra nel 914. Successivamente il re Sancho III, nel 1090, pensando ad un'espansione del borgo, fece deviare il Camino de Santiago facendolo attraversare i due villaggi vicini che si espansero entrambi fino a formare nel 1266 un unico comune che assunse il nome Lizarra per i baschi e di Estella per gli spagnoli di lingua castigliana. La città, favorita dall'essere una località importante del Camino divenne un attivo centro commerciale che attirò molte persone dai villaggi e dalle campagne vicine e anche franchi ed ebrei dalla Francia. Questi vi impiantarono le loro attività commerciali e di servizio per i pellegrini.
Nel XII secolo Estella iniziò la costruzione delle chiese romaniche che la fanno oggi chiamare la "Toledo del Nord" per i suoi monumenti e la "capitale dell'arte romanica navarra". La città raggiunse l'apice della sua prosperità nel XIII secolo quando esistevano una "borsa di cambio" e ben sei ospizi per i pellegrini che vi facevano sosta in attesa di proseguire in direzione del Monasterio de Nuestra Señora la Real.
In seguito la città decadde a causa delle continue lotte fra la Castiglia e la Navarra e di una disastrosa inondazione. Nel 1512 cadde nelle mani di Ferdinando II di Aragona e fu ridotta ad essere un'oscura cittadina di provincia. La riscoperta del Camino di Santiago degli ultimi decenni l'ha sottratta all'oblio facendola divenire un centro turistico d'interesse storico e artistico.

### Simboli
Lo stemma si presenta:
La stella (estrella in spagnolo) appare sui sigilli della città fin dagli inizi del XIII secolo. La catena d'oro è ripresa dallo stemma della Navarra.

## Monumenti e luoghi d'interesse

### Architetture religiose
- Basilica di Nostra Signora del Puy. L'antico santuario che veglia sulla città, costruito nel 1085 e ricostruito nel 1951. All'interno la statua della Vergine del miracolo delle stelle in stile romanico-bizantina dell'XI secolo. Nel "tesoro" sono custoditi opere d'arte, ex voto e ricordi storici.
- Chiesa di San Pedro de la Rua. La chiesa romanica più antica che domina la città con la sua torre a pianta rettangolare e risale al XII secolo.
- Iglesia de San Miguel Arcángel, chiesa romanico-gotica del XII secolo.
- Chiesa di San Giovanni Battista, chiesa di fondazione romanica nel XII secolo con interventi successivi gotici che ha al suo interno una bella statua francese del XIII secolo detta la Virgen de las Antorchas.
- Convento de Santo Domingo, gotico, costruito nel 1259 sul sito di una sinagoga nell'antico barrio judio, il quartiere ebraico.
- Chiesa di Santa Maria Jus del Castillo con abside romanica.
- Chiesa del Santo Sepolcro, chiesa romanica del XII secolo con bel portale ogivale.

### Architetture civili
- Ayuntamiento antico palazzo comunale rinascimentale del XVI secolo.
- Palacio San Cristóbal rinascimentale del XVI secolo.
- Palacio del Gobernador, in calle La Rúa, rinascimentale. costruito tra il 1608 e il 1613.
- Palacio de los Reyes de Navarra, gotico della fine del XII secolo.

### Dintorni
- A 3 km Monasterio de Nuestra Señora de Irache (Iratxe in basco) del XII secolo, tappa del Camino de Santiago secondo il Codex calixtinus e sede di Università fino al 1933.
- A 10 km Monasterio de Iranzu, imponenti rovine di un monastero cistercense romanico fondato nel 1176, con la chiesa romanico-gotica dei secoli XII-XIII, e un chiostro dei secoli XIII-XIV.
- A 19 km Torres del Río, un tempo tappa del Camino, con la chiesa romanica a pianta ottagonale dedicata al Santo Sepolcro.
- A 19 km Los Arcos (in basco Urantzia) con la chiesa de la Asunción che ha un portale plateresco, stalli gotici, e un chiostro del XV secolo.
- A 20 km Iglesia de Santa María de Eunate (in basco: Cento porte) a pianta ottagonale romanica costruita dai Templari nel XII secolo.[3] È circondata da una galleria per le processioni.
- A 21 km Puente la Reina (Garex in basco) importante tappa del Camino con mura del Duecento e un ponte di sei arcate sul fiume Arga dell'XI secolo fatto costruire dalla regina moglie di Sancho III re di Navarra, da notare anche la Iglesia del Crucifijo costruita dai Templari nell'XI secolo.